# Ed Arno
Ed Arno, eigentlich Arnold Edelstein (geboren 17. Juli 1916 in Innsbruck, Österreich-Ungarn; gestorben 27. Mai 2008 in New York City) war ein rumänisch-amerikanischer Cartoonist und Illustrator von Kinderbüchern.

## Leben
Arnold Edelsteins Familie zog kurz nach seiner Geburt in das in der österreichischen Bukowina liegende Czernowitz um, das nach dem Ersten Weltkrieg rumänisch wurde. Ab 1936 studierte Arno in Paris Kunst und machte auch Erfahrungen im Zeichentrickfilm. Zurückgekehrt arbeitete er ab 1939 als Bühnenbildner. Im Jahr 1941 wurde er ghettoisiert, in ein deutsches und dann in ein rumänisches Arbeitslager deportiert, aus dem er 1944 von der Roten Armee befreit wurde.
Aus dem nunmehr ukrainischen Czernowitz übersiedelte Arno nach Rumänien und wirkte dort als künstlerischer Berater und Leiter der Kinderzeitschriften „Licurici“, „Arici Pogonici“, „Luminita“ und „Pionerul“. Als Buchillustrator arbeitete er zusammen mit dem Science-Fiction-Autor Ion Hobana und den Kinderbuchautorinnen Betty Csog-Bell und Else Kornis.
Wegen der politischen Repression und des Antisemitismus in Rumänien wanderte er 1965 mit seiner Frau Rita in die Vereinigten Staaten aus und arbeitete dort als Cartoonist für verschiedene große Zeitungen: The New York Times, Saturday Review, Cosmopolitan, Harvard Business Review und The New York Times Book Review, schließlich ab 1969 für über dreißig Jahre für das Magazin The New Yorker, das 230 Cartoons von ihm brachte.
Die Bücher The Magic Fish und The Gingerbread Man wurden von Artur Rubinstein vertont. 1969 hatte er eine Ausstellung im Austrian Cultural Forum New York.

## In deutscher Sprache herausgegebene Bücher
- Betty Csog-Bell: Die Füllfeder , Bukarest: Jugendverlag, 1965
- Else Kornis: Klein-Kathrein, Bukarest: Jugendverlag, 1955
- Else Kornis: Immer vorwärts: Verse, Bukarest: Jugendverlag, 1955